# Deutschlandnetz

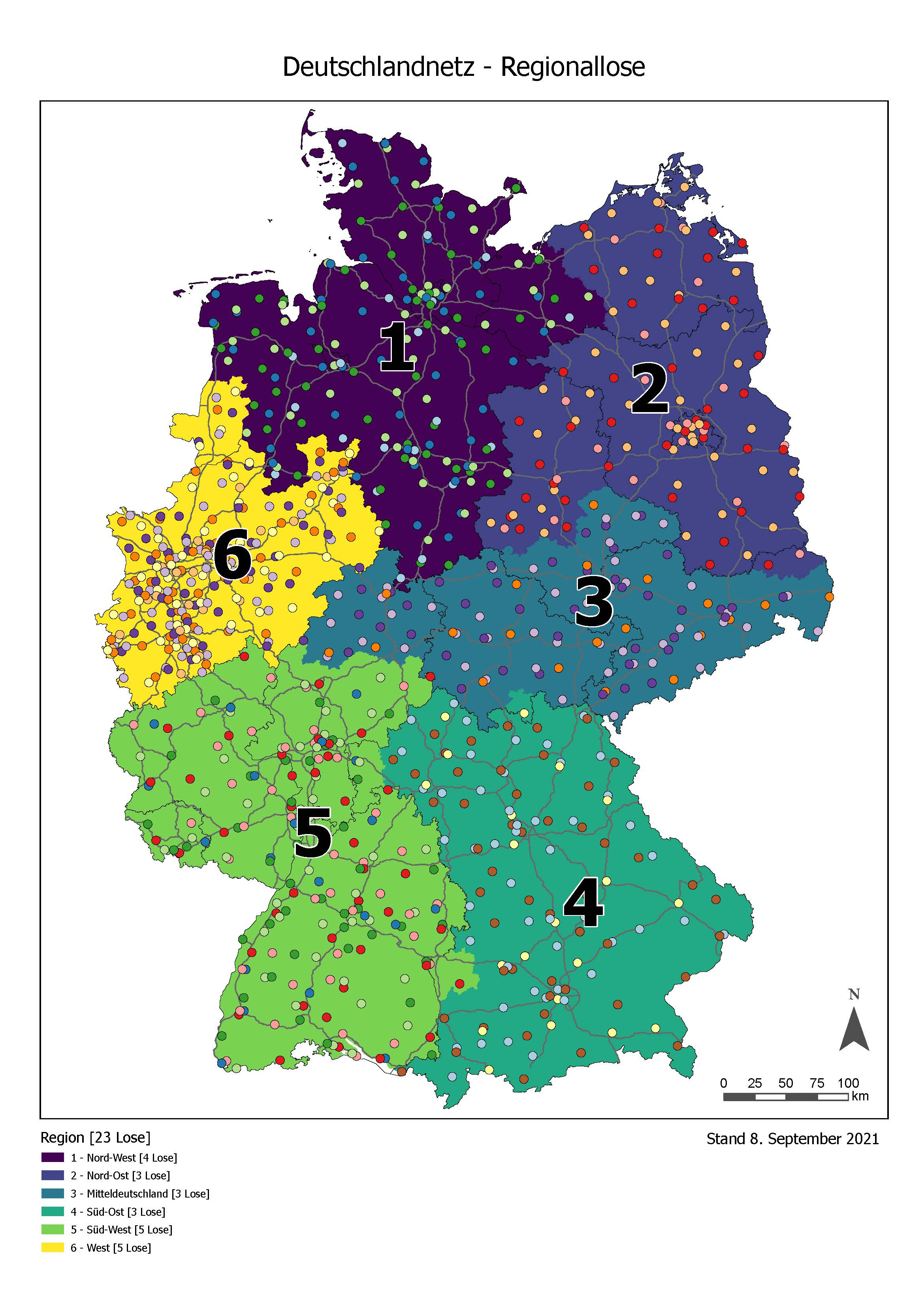

Das Deutschlandnetz ist eine Fördermaßnahme zur Verdichtung des Netzes von Schnellladestationen für Elektrofahrzeuge in Deutschland, die von der Bundesrepublik Deutschland ausgeschrieben und finanziert wird, damit der nächste Schnellladepunkt in wenigen Minuten zu erreichen ist und beim „Wettlauf um die besten Standorte“ auch niedriger priorisierte Regional-Suchräume angemessen versorgt werden. Zusätzlich zum Vorhaben von 2021 für Pkw läuft seit 2024 der Aufbau eines Lkw-Ladenetzes für Deutschland.

## Geschichte
Das Vorhaben wurde im August 2021 von Bundesverkehrsminister Andreas Scheuer und der Nationalen Leitstelle Ladeinfrastruktur der Nationale Organisation Wasserstoff- und Brennstoffzellentechnologie (NOW GmbH) vorgestellt. Die vorgesehene Investitionshöhe von Seiten des Bundes beträgt 1,9 Milliarden Euro.

## Ausschreibungen
Die erste Ausschreibung umfasst insgesamt 8784 Ladepunkte in 900 festgelegten Gebieten mit einem Radius von ca. 2 km (sog. Suchräume). Dabei wurde Deutschland in 6 Regionen mit jeweils 3 bis 5 Losen aufgeteilt. Jeder Bieter kann hierbei lediglich den Zuschlag für 1 Los pro Region und insgesamt 3 Lose erhalten. Die Lose innerhalb der Regionen sind räumlich durchmischt angeordnet. Hierdurch soll der Wettbewerb gefördert und marktbeherrschende Strukturen verhindert werden.
Im September 2023 wurde diese erste Teilausschreibung für ländlichen, suburbanen und urbanen Raum abgeschlossen. Dabei war nicht allein ein günstiger Angebotspreis wichtig, sondern auch mögliche schnelle Inbetriebnahme, weil bereits geeignete Flächen verfügbar waren, zudem Nutzerfreundlichkeit und Design der neuen Standorte. Insgesamt zehn verschiedene Unternehmen werden 900 Standorte mit rund 8.000 neuen HPC-Ladepunkten für Elektroautos errichten und betreiben. Die mit Stand September 2023 größten Betreiber nach Anzahl der Schnellladeparks mit einer mind. dreistelligen Anzahl (von insgesamt über 1900) haben dabei keinen Zuschlag erhalten bzw. nicht teilgenommen oder waren Teil der Beschwerdeführer. Von diesen wiederum haben einige Zuschläge erhalten.
Durch eine getrennte zweite Ausschreibung sollen an ca. 200 bundeseigenen unbewirtschafteten Rastplätzen und Parkplätzen weitere Ladeparks als Lückenschluss zu den Lade-Hubs auf den bewirtschafteten Anlagen entstehen. Diese Teilausschreibung für 200 neue Schnellladestandorte an unbewirtschafteten Rastanlagen entlang der Bundesautobahnen lief bis Februar 2024. Alle 15 bis 30 km soll eine Lademöglichkeit entlang der Autobahnen gewährleistet sein, zur Ergänzung der bereits errichteten oder geplanten Ladeinfrastruktur auf bewirtschafteten Rastanlagen oder auf Autohöfen neben den Autobahnen. Die 200 Standorte sind in sechs bundesweite Lose mit jeweils 32 bis 34 Standorten aufgeteilt, jeder umfasst 4, 6 oder 8 Schnellladepunkte. Insgesamt werden so rund 1.000 neue HPC-Ladepunkte entstehen. Zuschläge wurden an vier Unternehmen verteilt, die größtenteils bereits am Markt aktiv sind und in der anderen Ausschreibung zum Zuge kamen. Die Bietergemeinschaft Autostrom Nord setzt sich aus mehreren regionalen Akteuren zusammen.

### Lkw-Ladenetz
Im Sommer 2024 beginnt die Ausschreibung eines Ladenetzwerkes für LkW. Geplant sind 350 Ladeparks entlang der Autobahnen bis 2030. 130 der Standorte befindet sich an unbewirtschafteten Rastanlagen, an denen zu einem Drittel auch das Deutschlandnetz für PkW errichtet wird. Für die Finanzierung sind 2,1 Milliarden im Haushalt reserviert. 2025 plante man mit dem „Lkw-Ladenetz“ 1800 MCS-Ladepunkte und 2400 CCS-Ladepunkte bis 2030 zu erreichen, wobei als Grundanforderung für die Ladeplätze der Zugang ohne Absatteln für 16,5 m langen Nutzfahrzeuge gilt (entspricht der zulässigen Länge für eine Zugmaschine mit Sattelauflieger in der EU). Die Bewerbungen zeigten 2025, dass ein Drittel der Errichtungskosten privatwirtschaftlich beigetragen wird.
Die Anforderungen der EU sehen Standorte alle 60 bis 100 Kilometer vor. Für Deutschland sind 32 Standorte bis 2025 gefordert, 104 Standorte bis 2027, und 314 bis 2030. Im Februar 2025 bewilligte die Europäische Union eine Förderung von 111 Millionen für Milence für zwei Projekte - 64 Lkw-Ladeparks mit 256 MCS-Ladepunkten in Österreich, Belgien, Deutschland, Dänemark, Frankreich, Italien, den Niederlanden, Schweden und Spanien, sowie 7 Ladeparks in Polen mit 28 MCS-Ladepunkten. Dies soll bis 2027 realisiert werden. An Milence sind auch die deutschen Hersteller von Elektro-Lkw, MAN und Daimler, beteiligt. Neben den geförderten Standorten konzentrieren sich Milence allerdings zuerst auf einen Korridor Antwerpen–Stockholm, der auch durch Deutschland führt.

## Preis
Der Preis für das Laden ohne Registrierung (Ad-Hoc) ist nach oben hin begrenzt, wobei der Preiskorridor als „atmend“ definiert ist und somit bei Bedarf seitens des Staates schnell angepasst werden kann, etwa bei steigenden Stromkosten für die Ladesäulenbetreiber.
Da die Anbieter für die Errichtung und den Betrieb im Rahmen der Ausschreibung bezahlt werden, fließen große Teile der Einnahmen aus dem verkauften Strom zurück an den Bund.

## Anforderungen an die Standorte
- CCS2-Stecker
- Nenn-Ladeleistung von mindestens 400 kW DC pro Ladepunkt, wobei auch bei Vollauslastung des Standorts mindestens 200 kW je Ladepunkt gewährleistet werden müssen.[13]
- Unterstützung von 400 V und 800 V Batteriesystemen
- Diskriminierungsfreier Zugang sowohl im Ad-Hoc-Verfahren, als auch bei Zugang über Electric Mobility Provider (EMP-Betreiber)
- Zugang über RFID, App, Plug-&-Charge nach ISO 15118 (ab Verfügbarkeit) und Ad-Hoc ohne Registrierung mit NFC-Kartenleser[1][14]
- Nutzerfreundlichkeit durch Dächer, gastronomisches Angebot, sanitäre Anlagen und barrierefreie Nutzung (an großen Standorten)[13]
- Eichrechtskonforme Ladepunkte

## Eröffnete Standorte
Im Dezember 2023 wurde der erste Standort des Deutschlandnetzes in Düren von Fastned eröffnet.

## Kritik
Kritik wird an den Ausschreibungsformalitäten geübt, die an unbewirtschafteten Rastanlagen entlang der Autobahnen vorsehen, an denen keinerlei aufwertende Infrastruktur vorhanden ist.

Das Bundeskartellamt hielt im Oktober 2021 die Maßnahme der Deutschlandnetz-Ausschreibungen weder für geeignet, erforderlich noch angemessen. Es sei „zweifelhaft, ob hinreichende Gründe dafür gegeben sind, dass der Bund als Auftraggeber durch eine sehr weitgehende Übernahme des Betriebs- und Auslastungsrisikos faktisch selbst im Bereich des Angebots von Ladeinfrastruktur tätig wird“. Zudem würden durch die beabsichtigten Preisvorgaben „regulierungsähnliche Maßstäbe“ gesetzt, die eine Verdrängung privater Angebote mit sich bringen könnten. Ein staatliches Eingreifen sei nicht notwendig, um eine flächendeckende Versorgung zu gewährleisten, befand der Bundesverband der Energie- und Wasserwirtschaft (BDEW). Eine schnellerer Ausbau wäre möglich durch Bereitstellung geeigneter Flächen, der Beschleunigung von Genehmigungen und der Entbürokratisierung der Förderung.
In Gesprächen mit der EU-Kommission hatte die Bundesregierung jedoch das Argument des Marktversagens angeführt. Sowohl das Bundeskartellamt als auch die Monopolkommission kamen in ihren Analysen zu dem Ergebnis, dass in Deutschland ein funktionierender Markt für Ladesäulen besteht und eine weitere Expansion zu erwarten ist. Einige Unternehmen haben daraufhin im August 2022 Beschwerde bei der Generaldirektion Wettbewerb (DG Competition) der EU-Kommission eingereicht. Zu den Beschwerdeführern gehören zum einen der Ladesäulenbetreiber Allego, und zum anderen der Verein Inspire („Institut für praxisorientiertes, integriertes Recht der Elektromobilität“), dessen Mitglieder große Ladesäulenbetreiber wie Fastned, Ionity und EWE Go sind. Die Beihilfen zum Deutschlandnetz wurden jedoch im Dezember 2022 von der Europäischen Kommission vollständig genehmigt, „da die Beihilfeempfänger die vorgesehenen Investitionen ohne die öffentliche Förderung nicht tätigen würden.“

## Anforderungen AFIR

TEN Korridore

In der EU-Verordnung über den Aufbau der Infrastruktur für alternative Kraftstoffe (Alternative Fuels Infrastructure Regulation (EU) 2023/1804), kurz AFIR, sind bindende Vorgaben für den Aufbau einer Ladeinfrastruktur entlang des TEN-V-Kernnetzes festgelegt. Grundlegend ist ein Raster von Ladestandorten alle 60 km. Die AFIR ist am 13. April 2024 unmittelbar in Kraft getreten.
- bis Ende 2025 alle Standorte mit mindestens 400 kW Anschluss und mindestens 1 Ladepunkten mit mindestens 150 kW
- bis Ende 2027 alle Standorte mit mindestens 600 kW Anschluss und mindestens 2 Ladepunkten mit mindestens 150 kW
- bis Ende 2030 alle Standorte mit mindestens 3600 kW Anschluss und mindestens 2 Ladepunkten mit mindestens 350 kW
  - bis Ende 2027 sollen 50 % der Standorte 2 Ladepunkte mit mindestens 350 kW haben.

Zusätzlich gibt es dynamische Ziele basierend auf dem Fahrzeugbestand auf NUTS-3 Ebene, beispielsweise von 1,3 kW installierter Ladeleistung je batterieelektrischem Fahrzeuge. NUTS-3 entspricht in Deutschland großteils der Kreisebene.
Wie schon in Deutschland seit 2023, wird in der europäischen Richtlinie eine freie Bezahlmöglichkeit gefordert (ohne vorherigen Stromvertrag). Die Umrüstung bestehender Anlagen hat bis 2027 zu erfolgen.
Die bisherigen Anforderungen im Deutschlandnetz sprachen von 200 Standorten an Autobahnen, die bis 2026 fertiggestellt sein sollen.